# Dobsonia viridis
Dobsonia viridis är en däggdjursart som först beskrevs av Pierre Marie Heude 1896.  Dobsonia viridis ingår i släktet Dobsonia och familjen flyghundar. IUCN kategoriserar arten globalt som livskraftig. Inga underarter finns listade.
Denna flyghund hittas på flera öar som tillhör Moluckerna väster om Nya Guinea. Habitatet utgörs av skogar och dessutom uppsöker Dobsonia viridis trädgårdar och fruktodlingar. Individerna vilar i grottor eller i växtligheten.